# Malthusianisme
El malthusianisme és una sèrie d'idees derivades del pensament polític/econòmic del reverend Thomas Robert Malthus, com s'estableix en el seu escrit de 1798, An Essay on the Principle of Population, que descriu com el creixement descontrolat de la població és exponencial, mentre que l'aport del menjar s'espera que creixi de forma aritmètica. Malthus creia que hi havia dos tipus de "controls" que podrien reduir la població, tornant-la a un nivell més sostenible. Creia que hi havia "controls preventius", com ara les restriccions morals (abstinència, retard del matrimoni fins que s'equilibressin les finances), i restringir el dret al matrimoni a les persones que no pateixen pobresa ni defectes. Malthus creia en "controls positius" que condueixen a la mort "prematura" —la malaltia, la fam i la guerra—, allò que dona lloc al que s'anomena una catàstrofe malthusiana. La catàstrofe reduiria la població a un nombre més "sostenible" i anivellat. El terme s'ha aplicat de diferents maneres en els últims dos-cents anys, i s'ha relacionat amb una varietat d'altres moviments polítics i socials, però gairebé sempre es refereix als defensors del control demogràfic.
El neomalthusianisme generalment es refereix a les persones amb les mateixes preocupacions bàsiques que les de Malthus, i que advoquen pels programes de control quantitatiu de la població, per garantir uns recursos per a la població actual i futura. Al Regne Unit, el terme de Malthus també pot referir-se més específicament als arguments presentats en favor de control preventiu de naixements, per tant, organitzacions com la Malthusian League. Els neomalthusians semblen diferir de les teories de Malthus sobretot en el seu entusiasme per les tècniques anticonceptives. Malthus, com un cristià devot, creia que el "domini propi" (abstinència) era preferible al control artificial de la natalitat. En algunes edicions del seu assaig, Malthus va admetre que l'abstinència era poc probable que fos eficaç en una àmplia escala, defensant així l'ús de mitjans artificials de control de la natalitat. Els moderns «neomalthusians» solen preocupar-se més del que Malthus feia amb la degradació ambiental i la fam catastròfica que amb la pobresa.
Molts crítics creuen que la base de la teoria malthusiana va ser desacreditada fonamentalment en els anys transcorreguts des de la publicació de Principle of Population, sovint citant importants avenços en les tècniques agrícoles modernes i les reduccions en la fertilitat humana. Molts defensors moderns creuen que el concepte bàsic de creixement de la població eventualment superant recursos roman fonamentalment vàlida, i que els "controls positius" apareixeran probablement en el futur de la humanitat si no hi ha mesures per frenar el creixement de la població.
Els termes malthusians poden tenir una connotació pejorativa que indica pessimisme excessiu i falta d'humanitat. Alguns defensors de les idees malthusianes creuen que les teories de Malthus han estat àmpliament mal enteses i tergiversades; aquests defensors creuen que la seva reputació pel pessimisme i la falta d'humanitat no són merescudes. Les idees de Malthus han atret crítiques per part d'una àmplia gamma de diferents escoles de pensament, incloent els marxistes i els socialistes, els entusiastes del liberalisme i del lliure mercat, les feministes, els conservadors nord-americans i el defensors dels drets humans.